# Without Your Love (André-dal)
A Without Your Love (magyarul: A szerelmed nélkül) André, örmény énekes dala, amellyel Örményországot képviselte a 2006-os Eurovíziós Dalfesztiválon, Athénban. A dalt belső kiválasztás során nyerte el a dalversenyen való indulás jogát.

## Eurovíziós Dalfesztivál
Az első örmény versenydal keresésére pályázatot írt ki az Örmény Közszolgálati Televízió, amely 2006. január 7. és Január 20. között zajlott. A határidő végéig összesen 20 pályamű érkezett be. Január 20-án vált hivatalossá, hogy az ARMTV Andrét választotta ki az ország képviseletére az elkövetkező Eurovíziós Dalfesztiválon. A versenydalt 2006. március 15-én mutatták be az Örmény Televízióban, míg a dal videoklipjét március 17-én mutatták be.
Az Eurovíziós Dalfesztiválon a dalt először a május 18-án rendezett elődöntőben adták elő, a fellépési sorrendben elsőként, a Bulgáriát képviselő Mariana Popova Let Me Cry című dala előtt. Az elődöntőből hatodik helyezettként sikeresen továbbjutott a május 20-i döntőbe, ahol fellépési sorrendben utolsóként léptek fel, a Törökországot képviselő Sibel Tüzün Süper star című dala után. Örményország lett az első olyan ország, amely egyszerre nyitotta és zárta a versenyt. A szavazás során összesítésben 129 ponttal (Belgiumtól és Oroszországtól maximális pontot kaptak) a verseny nyolcadik helyezettjei lettek, ezzel Örményország automatikus döntőse lett a következő évi dalfesztiválnak.
A következő örmény induló Hayko Anytime You Need című dala volt a 2007-es Eurovíziós Dalfesztiválon.

### Kapott pontok
| Pont | Ország             |
| ---- | ------------------ |
| 12   | Belgium            |
| 12   | Ciprus             |
| 12   | Franciaország      |
| 12   | Hollandia          |
| 12   | Oroszország        |
| 12   | Spanyolország      |
| 10   | Görögország        |
| 10   | Izrael             |
| 10   | Törökország        |
| 8    | Bulgária           |
| 7    | Fehéroroszország   |
| 7    | Németország        |
| 7    | Ukrajna            |
| 3    | Albánia            |
| 3    | Egyesült Királyság |
| 3    | Lengyelország      |
| 3    | Svédország         |
| 3    | Svájc              |
| 2    | Moldova            |
| 2    | Románia            |
| 150  | Összesen           |

| Pont | Ország           |
| ---- | ---------------- |
| 12   | Belgium          |
| 12   | Oroszország      |
| 10   | Franciaország    |
| 10   | Görögország      |
| 10   | Hollandia        |
| 10   | Törökország      |
| 8    | Bulgária         |
| 8    | Fehéroroszország |
| 8    | Izrael           |
| 8    | Spanyolország    |
| 8    | Ukrajna          |
| 7    | Ciprus           |
| 7    | Moldova          |
| 5    | Lengyelország    |
| 3    | Németország      |
| 2    | Litvánia         |
| 1    | Románia          |
| 129  | Összesen         |

## Dalszöveg
| Should I live, should I die Without your love? Should I smile, should I cry Without your love? Should I fall, should I fly Without your love? All I can is only living for you Breathing for you – A dal refrénje | Élnem, halmon kellene A szerelmed nélkül? Mosolyognom, sírnom kellene A szerelmed nélkül? Zuhannom, repülnöm kellene A szerelmed nélkül? Minden amit tehetek, érted élek Érted lélegzem – A dal refrénje magyarul |

## Külső hivatkozások
- A dal előadása az Eurovíziós Dalfesztivál elődöntőjében. YouTube-videó, Eurovision Song Contest, 2006. május 20.
- A dal előadása az Eurovíziós Dalfesztivál döntőjében. YouTube-videó, Eurovision Song Contest, 2006. május 22.